# Орнитофобия
Орнитофобия — разновидность специфической фобии, которая состоит из ненормального и иррационального страха перед птицами.
Некоторые люди могут бояться только хищных птиц, таких как гриф и сова, в то время как другие будут бояться даже домашних животных, таких как попугаи.

## Причина появления
Как и все фобии на животных, орнитофобия обычно вызывается негативной встречей с животным, которого боятся. Многие птицы могут быть немного агрессивными при охоте за едой, и частые столкновения в детстве с голубями или чайками, когда они крадут закуски у людей. Многие люди, независимо от того, есть у них развитая фобия или нет, опасаются перекусывать на улице с большой популяцией птиц. Также птицы иногда залетают в открытые окна, вызывая суету в доме. Если человек обнаруживает, что нервничает при таких встречах, этого может быть достаточно, чтобы вызвать фобию.

## Симптомы фобии
В симптомы орнитофобии входят:
- Затрудненное дыхание
- Головокружение
- Повышенное потоотделение (гипергидроз)
- Тошнота
- Сухость во рту
- Недомогание
- Дрожь
- Учащенное сердцебиение
- Неспособность говорить или ясно мыслить
- Страх смерти

Большинство фобий вызывают у страдающих симптомы панических атак, и это также относится к орнитофобии. Люди, которые волнуются, когда птицы находятся рядом, склонны уходить от ситуаций, в которых они присутствуют. Как и в случае со многими фобиями животных, людей с этим заболеванием может напугать только вид или звук птиц (или даже фотография птицы). Это также может быть боязнь нападения птиц, хотя такое случается редко.

## Лечение
Орнитофобия может хорошо реагировать на методы когнитивно-поведенческой терапии. Обученный терапевт поможет пациенту противостоять своей фобии, заменив его негативные мысли более позитивными. Им будут предложены техники успокоения, которые можно использовать, когда ваш уровень беспокойства увеличивается при встрече с птицей. Может быть полезна систематическая десенсибилизация, при которой человек, страдающий фобией, постепенно подвергается воздействию птиц, постепенно приводя его в контакт с безопасными и ручными птицами.